# Ayo Technology
Singles de 50 Cent
I Get Money
(2007) I'll Still Kill
(2007)
Singles par Justin Timberlake
Give It to Me
(2007) LoveStoned
(2007)
Singles par Timbaland
The Way I Are
(2007) Apologize
(2007)
Ayo Technology est une chanson du rappeur américain 50 Cent extrait de son troisième album, Curtis sur lequel apparaissent Justin Timberlake et Timbaland, ce dernier en ayant produit la musique. Le titre est sorti en tant que quatrième single de l'album. Il s'est respectivement classé numéro 2 et 5 sur le Billboard Hot 100 et le UK Singles Chart. L'artiste belge Milow a repris ce titre avec succès en 2008 dans une version plus acoustique.

## Genèse
HipHopDX a annoncé que la chanson a été renommée trois fois. Elle a été intitulée la première fois Ayo Pornography puis Ayo Technology, et après She Wants It. En conclusion, ils ont choisi Ayo Technology. La chanson est en featuring avec Justin Timberlake et Timbaland, mais la plupart des sources ne citent pas Timbaland pour être dans la chanson. En 2008, elle a été nommée un Grammy dans la catégorie Best Rap Song.
Les paroles de la chanson parlent d'une prostituée et de fantasmes sexuels passionnés, de mouvements explicites du corps (comme quand Justin Timberlake chante Why don't you sit down on top of me : Pourquoi ne t'assieds-tu pas sur moi) et mentionnent l'insatisfaction induite par l'usage de la pornographie comme ersatz du vrai sexe : I'm tired of using technology : j'en ai assez de la technologie (de la médiation technologique à l'amour, i.e. de la pornographie).

## Clip vidéo
La vidéo musicale a été diffusée pour la première fois sur Bet le 2 août 2007, et a été filmée à Londres, Royaume-Uni.
50 Cent a décrit le clip vidéo à MTV. Il a déclaré :
« Vous pouvez constater que ce n'est pas mon uniforme normal, les fringues que je porte habituellement dans les clips mais il est temps pour moi de varier un peu les choses, et c'est l'occasion rêvée de changer d'apparence. Vous pourriez voir ceci sur le tapis rouge, mais pas dans les clips vidéo. »
Le personnage interprété par Timbaland utilise des dispositifs inspirés du film Minority Report tel que les ordinateurs à écran contrôlé par les gestes des mains, sans contact direct, via une interface optique. L'apparence de Justin Timberlake est semblable à son rôle dans sa vidéo musicale Sexy Back.

## Performance dans les hits-parades
Ayo technology est devenue le grand succès de 50 Cent au Billboard Hot 100, le single entra à la 22e place. Il atteint la 5e place, devenant son dixième single à atteindre le Top 5. Au Royaume-Uni, la chanson entra en dixième position, devenant son huitième single à atteindre le Top 10. Elle a atteint la 2e place au UK Singles Chart devenant son plus grand succès sur ce pays, battant In Da Club et Candy Shop qui tous les deux étaient au numéro 3.

## Reprise et remix
- 50 cent feat Justin Timberlake : Ayo Technology (Remix officiel produit par Timbaland, titre présent sur la mixtape "After Curtis")
- Francisco : 50 cent Ayo Techology remix
- SkyVersions : Apologize/Ayo Technology
- Bob Sinclar :Ayo Technology 50 cent remix
- Morris Video :50 cent feat Daft punk Ayo Technology remix
- Milow : Ayo Technology
- Katerine : Ayo Technology
- Skyla : Ayo Technology
- The Baseballs : Ayo Technology
- Tikeboss : Mozart
- Red Hot Chili Peppers : Snow (hey oh)

Le rappeur Krayzie Bone a créé un remix intitulé Perfect Execution de son mixtape The Fixtape: Smoke on This sorti en 2008.

## Classements
Version originale
| Classement (2007-2008)                  | Meilleure position |
| --------------------------------------- | ------------------ |
| Allemagne (Media Control AG)            | 3                  |
| Australie (ARIA)                        | 10                 |
| Autriche (Ö3 Austria Top 40)            | 14                 |
| Belgique (Flandre Ultratop 50 Singles)  | 13                 |
| Belgique (Wallonie Ultratop 50 Singles) | 6                  |
| Canada (Hot 100)                        | 12                 |
| Danemark (Tracklisten)                  | 7                  |
| États-Unis (Hot 100)                    | 5                  |
| États-Unis (R&B/Hip-Hop Songs)          | 41                 |
| États-Unis (Adult Pop Songs)            | 11                 |
| États-Unis (Rap Songs)                  | 10                 |
| Europe (Hot 100)                        | 52                 |
| Espagne (PROMUSICAE)                    | 17                 |
| Finlande (Suomen virallinen lista)      | 7                  |
| France (SNEP)                           | 5                  |
| Norvège (VG-lista)                      | 7                  |
| Nouvelle-Zélande (RMNZ)                 | 1                  |
| Pays-Bas (Single Top 100)               | 19                 |
| Royaume-Uni (UK Singles Chart)          | 2                  |
| Royaume-Uni (UK R&B Chart)              | 1                  |
| Suède (Sverigetopplistan)               | 8                  |
| Suisse (Schweizer Hitparade)            | 2                  |

| Classement (2007) | Position |
| ----------------- | -------- |
| Allemagne         | 37       |

Version de Milow

### Classements hebdomadaires
| Classement (2008-2010)                  | Meilleure position |
| --------------------------------------- | ------------------ |
| Allemagne (GfK Entertainment)           | 2                  |
| Autriche (Ö3 Austria Top 40)            | 2                  |
| Belgique (Flandre Ultratop 50 Singles)  | 1                  |
| Belgique (Wallonie Ultratop 50 Singles) | 5                  |
| Canada (Canadian Hot 100)               | 70                 |
| Danemark (Tracklisten)                  | 1                  |
| Espagne (PROMUSICAE)                    | 2                  |
| Finlande (Suomen virallinen lista)      | 10                 |
| France (SNEP)                           | 8                  |
| Italie (FIMI)                           | 5                  |
| Pays-Bas (Nederlandse Top 40)           | 1                  |
| Pays-Bas (Single Top 100)               | 1                  |
| Suède (Sverigetopplistan)               | 1                  |
| Suisse (Schweizer Hitparade)            | 1                  |